# Wechselläuten

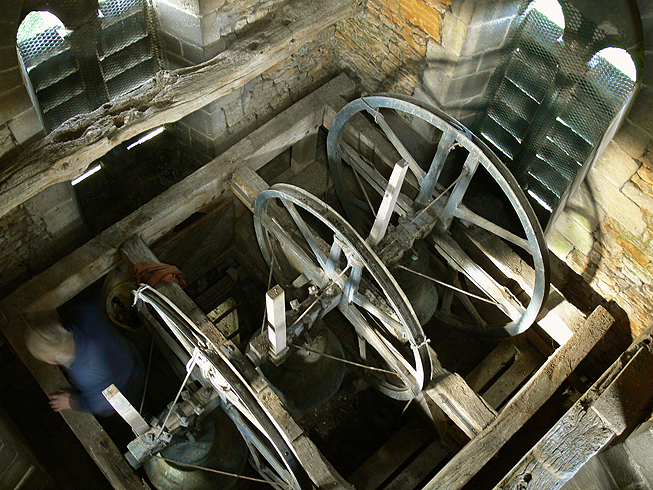
Die Glocken von St Medard’s & St Gildard’s church in Little Bytham, Lincolnshire, UK mit der speziellen Aufhängung für das Wechselläuten

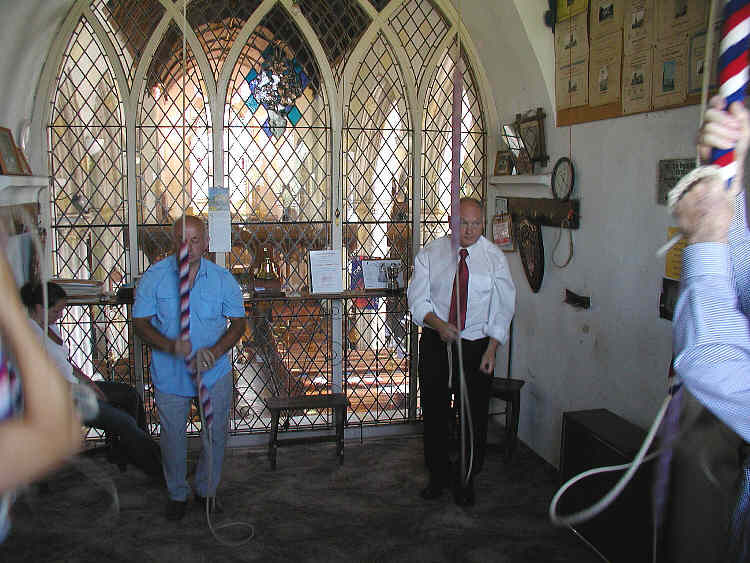
Teilnehmer eines Wechselläutens in Stoke Gabriel parish church, South Devon, England

Wechselläuten (auch Permutationsläuten oder Variationsläuten, englisch change ringing) ist eine hauptsächlich im angelsächsischen Kulturraum verbreitete Kunstform des manuellen Glockenläutens. Beim Wechselläuten erklingen die (drei bis zwölf, manchmal mehr, selten aber über sechzehn) Glocken in festgelegten Abfolgen, wobei die Reihenfolge bei jedem Durchgang („Wechsel“) variiert wird. Die feste Regel lautet, dass während eines gesamten Läutens („peal“), das mehrere Stunden dauern kann, keine Reihenfolge zweimal erscheinen darf, jeder Wechsel muss sich von allen anderen unterscheiden – ausgenommen am Anfang und am Schluss, wo die Glocken einfach mehrmals der Reihe nach von oben nach unten durchgeläutet werden („rounds“).
Aus der Regel, dass kein Wechsel doppelt erscheinen darf, wurden kunstvolle mathematische Muster entwickelt, die durch feste Schemata für jede Einzelglocke die Einhaltung dieser Regel sicherstellen. Diese Schemata müssen von den Glöcknern auswendig beherrscht werden. Eine spezielle Fachsprache fasst die Bewegungen einzelner Glocken innerhalb der Reihenfolge szenisch auf und spricht beispielsweise davon, dass zwei Glocken „einander jagen“.
Ursprünglich für Kirchenglocken entwickelt, wird das Wechselläuten auch mit Handglocken praktiziert. Dies war vor allem in der Zeit des Zweiten Weltkriegs verbreitet, als in England die Kirchenglocken nicht geläutet wurden und die Glöckner auf andere Trainingsmöglichkeiten ausweichen mussten.

## Technik

Aufbau des englischen Glockenstuhls: die Hemmung (b) schlägt bei aufgeschwungener Glocke an den Gleitstock (c) und hält die Glocke bereit zum Schwung.

### Kirchenglocken
Technische Voraussetzung für das Wechselläuten mit Kirchenglocken ist ein Glockenstuhl, der eine kontrollierte Rotation jeder einzelnen Glocke aus der Ruhelage um 360 Grad wieder in die Ruhelage erlaubt. Dazu ist auf der Achse jeder Glocke ein hölzernes Rad angebracht, in dem das Glockenseil geführt wird. Geläutet wird von einer unterhalb des Glockenstuhls gelegenen Läutestube aus, wo die Seile enden. Kurz vor seinem Ende hat jedes Seil ein farbiges wollenes Polster (sally) eingewoben, das als Markierung dient und den Griffkomfort verbessert.
Zu Beginn des Läutens wird die Glocke „aufgeschwungen“ (rung up), d. h. durch wiederholtes Ziehen und Zurückschwingenlassen wird die Glocke zu immer weiteren Ausschlägen bewegt, bis sie über den oberen Totpunkt hinausschwingt und sich dort mit der Öffnung nach oben in einem labilen Gleichgewicht befindet. Eine auf der Achse angebrachte Hemmung stützt sich nun an einen Gleitstock am Joch und hält die Glocke in dieser Lage. Sind alle Glocken aufgeschwungen, kann das Läuten beginnen.
Um seine Glocke zu läuten, lenkt sie der Läuter mit einem kurzen Zug am Seil wieder über den Totpunkt zurück, worauf sie durch ihr Eigengewicht eine volle Drehung vollführt und auf der anderen Seite kopfüber mit der Hemmung am Gleitstock stehen bleibt. Dabei schlägt der Klöppel auf den Glockenkörper und lässt die Glocke genau einmal erklingen. Diese Aktion heißt „Handzug“ (handstroke). Damit die Glocke sich von beiden Seiten geringfügig über den Totpunkt hinweg drehen kann, ist der Gleitstock zwischen zwei Anschlägen verschiebbar montiert. Das Glockenseil ist nach dem Handzug deutlich weiter um das Rad gewickelt als vorher, das sally befindet sich nun über dem Kopf des Läuters. Beim nächsten Zug kehrt sich der Vorgang um, die Glocke ertönt erneut und kehrt zu ihrer Ausgangsstellung zurück: der sogenannte „Rückzug“ (backstroke).
Zwischen der letzten Glocke im Rückzug und der folgenden ersten im Handzug wird ein Intervall doppelter Länge eingelegt. Ansonsten werden die Glocken unmittelbar nacheinander geläutet. Die Frequenz des Läutens ist dadurch relativ hoch. Eine nicht allzu schwere Glocke lässt sich etwa 30-mal in der Minute anschlagen. Entsprechend dauert das einmalige Durchläuten eines Geläuts von sechs Glocken etwa zwei Sekunden, was einem Intervall von einer Drittelsekunde zwischen den Schlägen entspricht. Ein möglichst flüssiger Ablauf der einzelnen Schläge ist ein Maß für gutes Zusammenwirken einer Läutemannschaft und wird als good striking bezeichnet.

### Handglocken

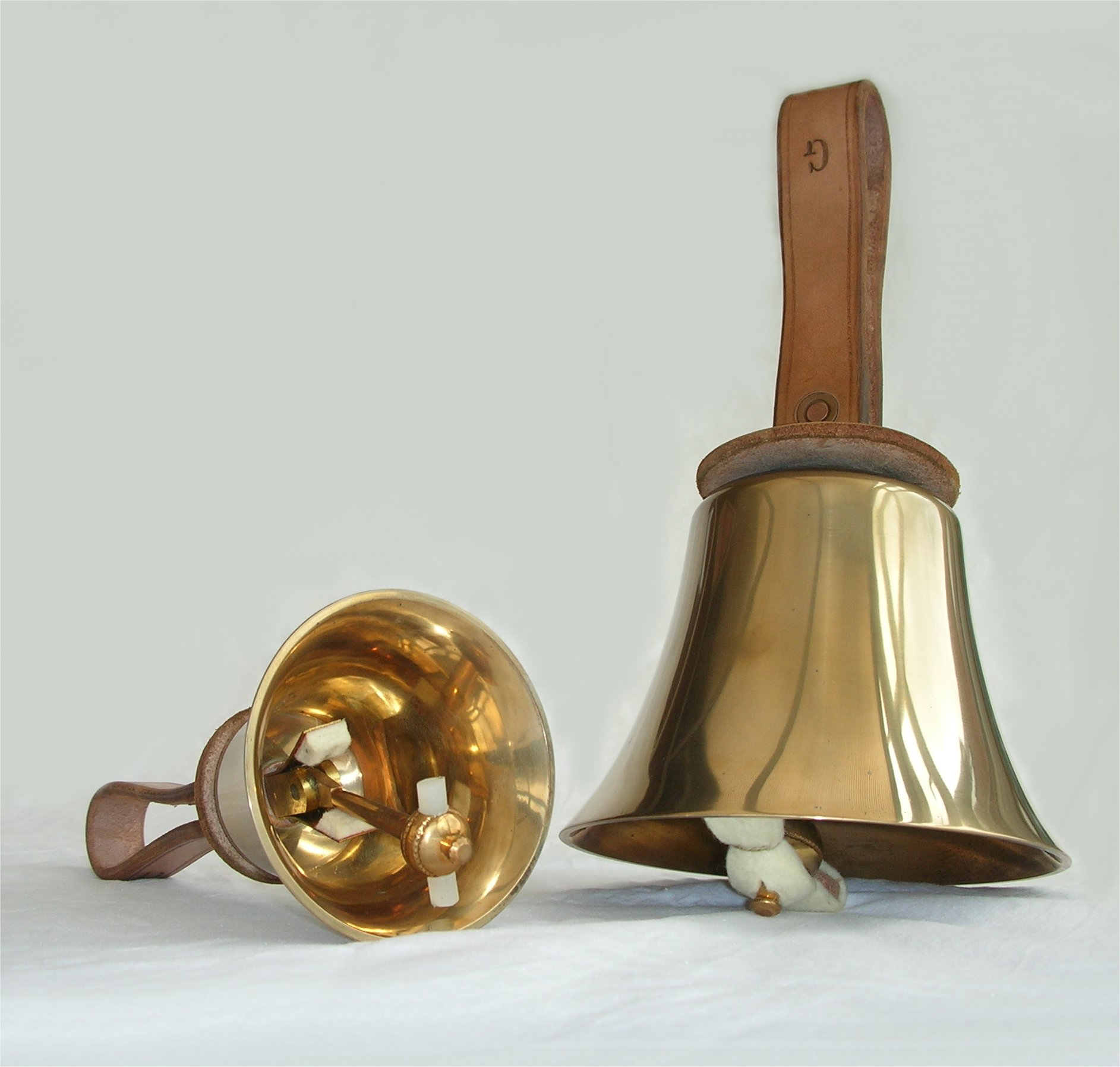
Handglocken

Beim Wechselläuten mit Handglocken gibt es zwei unterschiedliche Techniken. Die erste imitiert im Prinzip das Läuten mit Kirchenglocken: Ein Aufwärtsschlag der Glocke entspricht dem Handzug, ein Abwärtsschlag dem Rückzug. Falls nicht speziell für das Kirchengeläut trainiert werden soll, kann eine Person auch mehrere Glocken bedienen.
Alternativ dazu sind die Glocken in absteigender Tonhöhe von rechts nach links auf einem Tisch ausgelegt. In dieser Folge schlägt jeder Glöckner das vor ihm liegende Paar Glocken bei jedem Durchgang einmal an. Die Wechsel ergeben sich durch das Vertauschen entsprechender Glocken beim Zurücklegen; auf diese Weise lassen sich die Glocken immer in derselben Reihenfolge von rechts nach links durchläuten.

## Grundlagen
Traditionell werden die Glocken in absteigender Reihe durchnummeriert. Die Sopranglocke (englisch treble) wird mit 1 bezeichnet, die zweithöchste mit 2 und so weiter. Die höchste Nummer entspricht damit der tiefen Bassglocke, die im Geläut als tenor bezeichnet wird.
Das einfache Durchläuten der Glocken in absteigender Folge heißt Runde (round). Üblicherweise bilden eine oder mehrere Runden Auftakt und Abschluss des eigentlichen Wechselläutens. Jeder der auf die einleitende Runde folgenden Wechsel ist eine echte Permutation der Glocken, das heißt jede Glocke wird bei jedem Wechsel genau einmal geläutet; außerdem darf sich die Reihenfolge der Glocken bis zum Schluss bei keinem Wechsel wiederholen. 
Umgesetzt werden diese Regeln auf zwei verschiedene Arten: Beim sogenannten call change ringing wird bei jedem Wechsel auf Zuruf des leitenden Glöckners ein Paar Glocken benannt, das seine Plätze tauscht. Beim method ringing folgen die Wechsel einem von vornherein fest vorgegebenen Schema, einer Methode (method).
Die Krönung des Wechselläutens ist es, wenn alle möglichen Permutationen der Glocken in einem sogenannten extent in Folge geläutet werden. Bei einem Geläut von {\displaystyle n} Glocken gibt es {\displaystyle n!} (n Fakultät) mögliche Permutationen, eine Zahl, die mit der Anzahl der beteiligten Glocken rasant wächst. So gibt es bei sechs Glocken 720 mögliche Permutationen, bei sieben sind es 5.040 und bei zwölf bereits 479.001.600.
Zyklus (peal) bedeutete ursprünglich einen extent von sieben Glocken, er umfasste also 5.040 Wechsel. Mit mehr als sieben Glocken ist ein extent kaum durchzuführen – die 479.001.600 Wechsel eines Zwölfergeläuts zu läuten dauerte über 30 Jahre – so dass in diesem Fall ein Läuten mit mindestens 5.000 Wechseln einen Zyklus darstellt. Bei weniger als sieben Glocken wird für den gleichen Titel eine Folge von mindestens 5.040 Wechseln gefordert. Unterhalb dieser Grenze spricht man von einem Satz (touch).

## Methoden

### Nomenklatur
Die Benennung der Methoden, wie Plain Bob Minor, Kent Treble Bob Major folgt dem Schema [Name] [Klasse] [Läuteart]. Die Läuteart (Minor, Major, …) bezeichnet dabei die Anzahl der Glocken, die an der Methode beteiligt sind. Sie ist nicht mit der Größe des Geläuts gleichzusetzen, oft wird mit den oberen Glocken eine „kleinere“ Methode geläutet, bei der man die tiefen Glocken an ihrer festen Position mitläuten lässt.
Die Klasse (Bob, …) gibt die Eigentümlichkeit der Konstruktion an (Bob = Scherschritt), nach der die Methode klassifiziert werden kann.
Als individuelle Namen findet man schließlich gerne Orte (Kent, London, …) oder einfach den Erfinder der Methode (Stedman, Annable’s London, …).
| Beteiligte Glocken | Mögliche Wechsel                | Läuteart |
| ------------------ | ------------------------------- | -------- |
| 3                  | {\displaystyle 3!=6}            | Singles  |
| 4                  | {\displaystyle 4!=24}           | Minimus  |
| 5                  | {\displaystyle 5!=120}          | Doubles  |
| 6                  | {\displaystyle 6!=720}          | Minor    |
| 7                  | {\displaystyle 7!=5.040}        | Triples  |
| 8                  | {\displaystyle 8!=40.320}       | Major    |
| 9                  | {\displaystyle 9!=362.880}      | Caters   |
| 10                 | {\displaystyle 10!=3.628.800}   | Royal    |
| 11                 | {\displaystyle 11!=39.916.800}  | Cinques  |
| 12                 | {\displaystyle 12!=479.001.600} | Maximus  |

Bei mehr als zwölf beteiligten Glocken werden die ungeraden Läutearten nach der Anzahl der möglichen Transpositionen benannt (Sextuples, Septuples etc.), die geraden nach der Anzahl der beteiligten Glocken (wie bei Bristol Surprise Sixteen). Bei weniger als vier Glocken ist die einfache Jagd (plain hunt) die einzige regelkonforme Methode.

### Notation

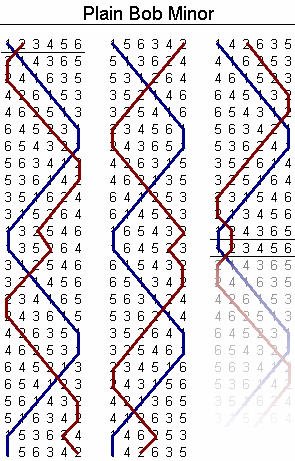
Notation der Methode „Plain Bob Minor“ (Ausschnitt), blue lines von Sopran und Nr. 2 in blau und rot.

Üblicherweise wird eine Methode in einer Matrix notiert, bei der jede Zeile einem Wechsel entspricht. Um den „Weg“ einer Glocke in diesem Schema leichter nachvollziehen zu können, wird dieser gerne farblich markiert. Man spricht daher von der blue line einer Glocke.
Folgendes Beispiel zeigt einen Teil der blue line der fünften Glocke bei einer einfachen Jagd mit sechs Glocken. Der Weg der Sopranglocke ist hier rot markiert.
123456

214365

241635

426153

462513

645231

654321

563412

536142

351624

315264

132546

123456

Die einfache Jagd ist eine der simpelsten Methoden: Jede Glocke rückt bei jedem Wechsel um einen Platz in eine vorgegebene Richtung, bleibt einmal auf der Außenposition stehen und rückt dann in entgegengesetzter Richtung weiter; ein Verfahren, das in seiner Notation zu einer Art Zopfmuster führt. Die Muster bzw. die blue lines müssen von den Glöcknern im Übrigen auswendig beherrscht werden, da physische Hilfsmittel – wie Spickzettel – beim Wechselläuten prinzipiell nicht erlaubt sind.

### Mathematische Aspekte
Das Wechselläuten stellt nicht nur ein anschauliches Anwendungsbeispiel für die mathematische Disziplin der Gruppentheorie dar, die mathematische Analyse bietet einen eleganten Weg für das Verständnis der Struktur und damit für den Beweis der Korrektheit einer Methode. Verließe man sich auf reines Abzählen und Vergleichen, würde der Nachweis, dass unter den mindestens 5000 Wechseln eines Zyklus keiner doppelt auftritt, keine kleine Herausforderung darstellen.
Ausgangspunkt der Betrachtung ist die Feststellung, dass die Wechsel mit den Elementen einer Permutationsgruppe identifiziert werden können. Methoden sind – wie der Name sagt – keine willkürlichen Abfolgen von Wechseln, sondern nach einem bestimmten Muster aufgebaut. Kann man dieses Muster einer Methode mit einem entsprechenden Muster einer Permutationsgruppe identifizieren, so erlaubt die genaue Kenntnis des Aufbaus der Gruppe eine ebenso genaue Beschreibung des Aufbaus der Methode.

#### Grundbegriffe
Zwei nacheinander ausgeführte Permutationen von n Glocken bilden offensichtlich wieder eine derartige Permutation. Eine Menge, bei der eine Verknüpfung von je zwei ihrer Elemente wieder ein Element der Menge ergibt, wird – etwas vereinfacht gesagt – in der Mathematik Gruppe genannt. Die Menge der Permutationen von n Objekten bildet dabei die Symmetrische Gruppe von n Elementen, kurz {\displaystyle S_{n}}. Auch das Unverändertlassen der Reihenfolge der Objekte stellt dabei eine Permutation dar, diese identische Abbildung ist das so genannte Neutrale Element e der Gruppe.
Untergliedert wird eine Gruppe durch ihre Untergruppen: Teilmengen, die für sich genommen wieder eine Gruppe bilden. Die Anzahl der Elemente einer Untergruppe ist immer ein Teiler der Gesamtzahl der Gruppenelemente. Der Quotient wird als Index der Untergruppe bezeichnet. Der Index gibt die Anzahl der Nebenklassen an, in die die Gruppe durch die Untergruppe zerlegt wird. Findet man beispielsweise in einer Gruppe, die aus 24 Elementen besteht, eine Untergruppe mit sechs Elementen, kann man sich die ganze Gruppe als aus vier „Kopien“ der Untergruppe zusammengesetzt vorstellen.

#### Beispiel:Plain Bob Minimus
| Plain Bob Minimus | Plain Bob Minimus | Plain Bob Minimus |
| ----------------- | ----------------- | ----------------- |
| 1234              | 1342              | 1423              |
| 2143              | 3124              | 4132              |
| 2413              | 3214              | 4312              |
| 4231              | 2341              | 3421              |
| 4321              | 2431              | 3241              |
| 3412              | 4213              | 2314              |
| 3142              | 4123              | 2134              |
| 1324              | 1432              | 1243              |
|                   |                   | 1234              |

Plain Bob Minimus umfasst als extent von vier Glocken 24 Wechsel. Diese entsprechen den Elementen der Gruppe {\displaystyle S_{4}}. Bezeichnet man mit a die Permutation, die die äußeren Paare der Reihe vertauscht und die Transposition des mittleren Paares mit b, so ergeben sich die ersten acht Wechsel von Plain Bob Minimus aus der (auf das neutrale Element e folgenden) abwechselnden Anwendung von a und b, also
{\displaystyle e,\,a,\,ab,\,aba,\,(ab)^{2},\,(ab)^{2}a,\,(ab)^{3},\,(ab)^{3}a}.
Eine erneute Anwendung von b würde einen vorzeitig zur ursprünglichen Runde zurückbringen. Fortgesetzt wird daher durch eine dritte Permutation c, welche die beiden letzten Glocken vertauscht. Der nächste Wechsel entspricht dann (ab)³ac und wenn man zur Abkürzung w = (ab)³ac setzt, erhält man das zweite Drittel von Plain Bob Minimus aus den Permutationen
{\displaystyle w,\,wa,\,wab,\,waba,\,w(ab)^{2},\,w(ab)^{2}a,\,w(ab)^{3},\,w(ab)^{3}a}
und das letzte Drittel – nach einer weiteren Anwendung von c – aus
{\displaystyle w^{2},\,w^{2}a,\,w^{2}ab,\,w^{2}aba,\,w^{2}(ab)^{2},\,w^{2}(ab)^{2}a,\,w^{2}(ab)^{3},\,w^{2}(ab)^{3}a}.
Hintergrund ist, dass die beiden Permutationen a und b eine Untergruppe der {\displaystyle S_{4}} erzeugen, die Diedergruppe {\displaystyle D_{4}}, welche aus den erstgenannten acht Elementen besteht. Die drei Teile von Plain Bob Minimus können mit den drei Nebenklassen {\displaystyle D_{4}}, {\displaystyle wD_{4}} und {\displaystyle w^{2}D_{4}} der Untergruppe {\displaystyle D_{4}} identifiziert werden.
Die beiden Hauptforderungen beim Wechselläuten, dass kein Wechsel doppelt auftaucht und dass bei einem Wechsel keine Glocke um mehr als eine Stelle nach vorne oder hinten rücken darf, sind auf diese Weise relativ einfach geprüft: Die Eindeutigkeit der Wechsel ergibt sich aus der Tatsache, dass die Nebenklassen einer Untergruppe eine Partition der gesamten Gruppe bilden, die Bewegung der Glocken wird durch die drei erzeugenden Permutationen a, b und c vorgegeben, von denen alle drei die genannte Bedingung erfüllen.

## Wechselläuten in England

### Geschichte

#### Anfänge

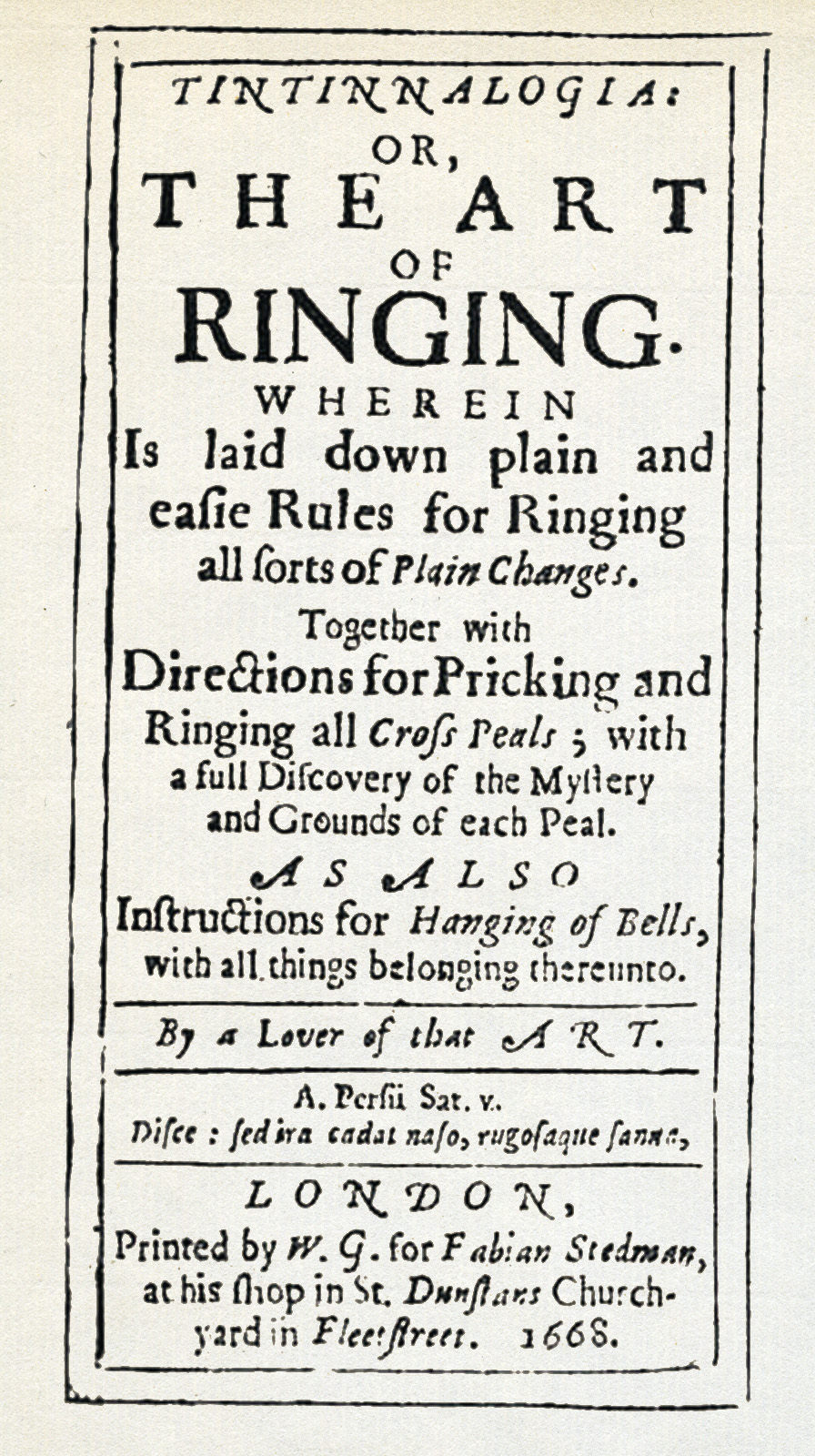
Titelblatt von Duckworths Tintinnalogia.

Schriftliche Zeugnisse für das organisierte Läuten von Kirchenglocken aus säkularen Anlässen finden sich in England ab dem 15. Jahrhundert. Ab dieser Zeit lässt sich gut die beständige Verbesserung von Glockenstühlen und zugehöriger technischer Ausstattung nachweisen. Entscheidend für die Entwicklung des Wechselläutens war die Idee, ein Rad zur Führung des Seils und zur Kraftübertragung einzusetzen. Im 15. Jahrhundert wurde zwar schon ein halbes Rad zu diesem Zweck benutzt, aber erst der Einsatz des Dreiviertelrades in der zweiten Hälfte des 16. Jahrhunderts erlaubte eine kontrollierte Umdrehung der Glocke um 180 Grad.
Zentren der Entwicklung waren – schon allein aufgrund der Infrastruktur – die Städte, allen voran London, das 1552 über 80 Kirchen mit Geläuten von drei bis sechs Glocken zählte. Der deutsche Gelehrte Paul Hentzner, der sich 1598 in London aufhielt, notierte in seinem Reisetagebuch:

“Delectantur quoque valde sonitibus, qui ipsis aures implent, uti explosionibus tormentorum, tympanis et campanarum boatu, ita ut Londini multi qui se inebriaverint turrem unam vel alteram exercitii causa ascendant et per horas aliquot campandis signum dent.”

„Laute Töne wie das Krachen von Geschützen oder der Klang von Pauken und Glocken gefallen ihnen sehr. Viele Londoner erklimmen – nachdem sie einiges getrunken haben mögen – den ein oder anderen Kirchturm, um dort für ein paar Stunden zum Zweck der Übung die Glocken zu läuten.“

Hentzners Verbindung von Wechselläuten mit ausgiebigem Alkoholgenuss darf in dieser Form allerdings bezweifelt werden, vermutlich wurde er hier von seinen Gewährsleuten etwas auf den Arm genommen.
Frühe Formen des Wechselläutens bestanden lediglich in der ständigen Wiederholung einer bestimmten Reihenfolge der Glocken, bekannt sind rounds (123456), queens (135246) oder tittums (142536), die je nach Geschmack durch call changes variiert werden konnten.
Methoden kamen im frühen 17. Jahrhundert auf. Die heutigen Techniken gehen im Wesentlichen auf diese Zeit zurück. Das erste grundlegende Lehrbuch „Tintinnalogia, or, the Art of Ringing.“ von Richard Duckworth und Fabian Stedman stammt aus dem Jahr 1668. Duckworths Rückblick

“But for the Art of Ringing, it is admirable to conceive in how short a time it hath increased, that the very depth of its intricacy is found out; for within these Fifty or Sixty years last past, Changes were not known, or thought possible to be Rang.”

„Aber was die Kunst des Läutens angeht, so ist es bewundernswert, sich klar zu machen, in wie kurzer Zeit sie gewachsen ist, so dass die ganze Tiefe ihrer Komplexität entdeckt wird; denn in den letzten fünfzig oder sechzig Jahren waren keine Veränderungen bekannt oder für machbar gehalten worden.“

ist konform zur Datierung, die sich aus weiteren Quellen ergibt.

#### Organisation in Zünften

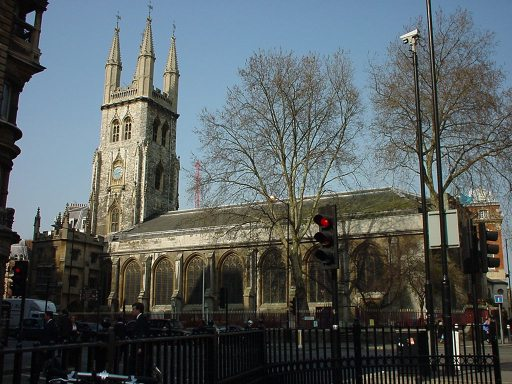
St. Sepulchre-without-Newgate in London: Wurde hier der erste vollständige Zyklus geläutet?

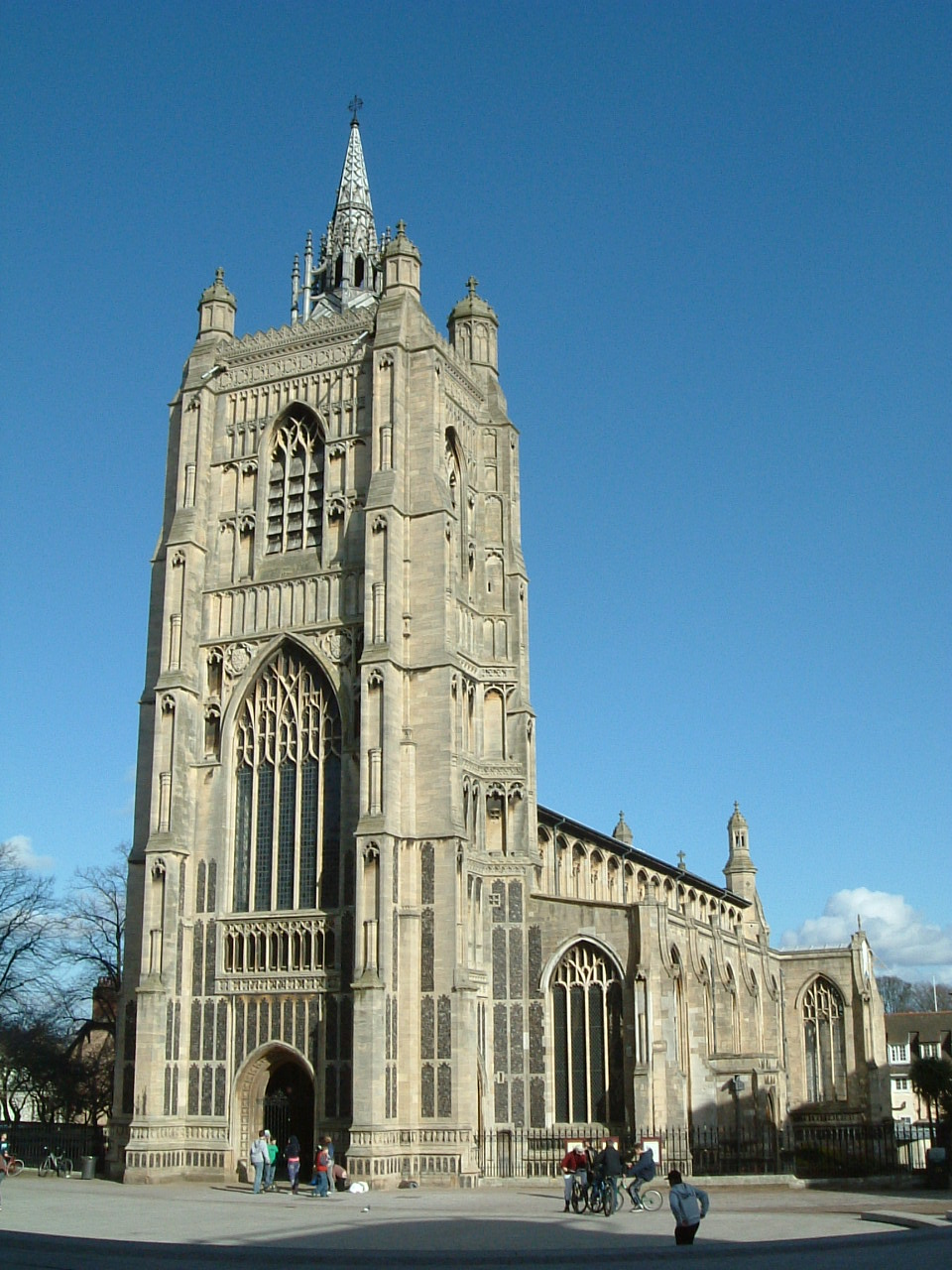
Oder war es in St. Peter Mancroft in Norwich?

Um 1600 entstanden in den großen Städten die ersten unabhängigen Vereinigungen von Anhängern der jungen Kunst in Form von Zünften. Älteste nachweisbare war die 1603 gegründete Company exercising the Arte of Ringing knowne and called by the name of the Schollers of Cheapeside in London, weitere frühe Gründungen waren die Society of Ringers of St Hugh an der Kathedrale von Lincoln (1612) oder die Society of St Stephen’s Ringers in Bristol (um 1620).
Die städtischen Zünfte waren die treibende Kraft für den enormen Aufschwung, den das Wechselläuten ab der zweiten Hälfte des 17. Jahrhunderts erlebte. Die beständige Entwicklung und Erprobung neuer Methoden für immer größere Geläute wurde im Wesentlichen durch die Konkurrenz der angesehenen Gesellschaften vorangetrieben. Die Autoren der klassischen Lehrbücher der folgenden Zeit entstammten durchweg ihren Reihen. Schon der erwähnte Klassiker Tintinnalogia war von Duckworth der „Noble Society of Colledge-Youths“ zugeeignet worden. Diese noch als Ancient Society of College Youths existente Londoner Gesellschaft von 1637 soll der Kopie eines Manuskriptes aus dem Jahr 1738 zufolge am 7. Januar 1690 in der Kirche St Sepulchre-without-Newgate in London den ersten vollen Zyklus geläutet haben und zwar mit sieben Glocken nach der Methode Plain Bob Triples. Aufgrund der nicht ganz einwandfreien Quellenlage und des frühen Datums wird die korrekte Durchführung der Methode aber bezweifelt. Anerkannt ist hingegen der volle Zyklus, der am 2. Mai 1715 in der Kirche St Peter Mancroft in Norwich geläutet wurde und damit – zumindest für das Gebiet außerhalb Londons – das Erstlingsrecht beanspruchen kann.
Die Zünfte waren nicht an eine feste Kirche gebunden, es war nachgerade üblich, Gastspiele in der näheren und weiteren Umgebung abzuhalten. Regelmäßig wurden die großen Gesellschaften zur Einweihung eines neuen oder vergrößerten Geläuts in das Umland eingeladen, wo sie durch eine Demonstration ihres Könnens zur wachsenden Popularität des Wechselläutens und der Verbreitung der jeweils neuesten Methoden beitragen konnten. Die vorherrschende Stellung der städtischen – genauer: der Londoner – Zünfte blieb aber bis zum Ende des 19. Jahrhunderts bestehen.

#### Wechselläuten als säkularer Sport
Die Umsetzung der Reformation in England führte in der Mitte des 16. Jahrhunderts zu einer Vereinfachung der Liturgie, nach der Glocken nur noch sehr eingeschränkt bei Gottesdiensten eingesetzt wurden. Daneben hatte der Machtverlust der Kirche als Institution zur Folge, dass die Kontrolle über sowohl kirchlich als auch weltlich genutzte Ressourcen – und Glocken waren schon immer zu säkularen Zwecken eingesetzt worden – in der Regel vollständig in die Hände der jeweiligen Gemeinden überging. Die Folgezeit brachte den vermehrten Ausbau bestehender Geläute, eine deutliche Zunahme des organisierten Läutens bei weltlichen Festtagen und erstmals (strenge) Regelungen bezüglich des so genannten pleasure ringings.
Der ebenfalls in dieser Zeit aufkommende Puritanismus stand jeglicher Art von Vergnügung deutlich ablehnend gegenüber. Nachdem 1595 eine ähnliche Initiative am Einspruch von Elisabeth I. gescheitert war, verabschiedete das englische Parlament 1643 ein Gesetz, das die Ausübung diverser Freizeitaktivitäten für den Sonntag verbot, unter anderem „ringing bells for pleasure“. Auch wenn der Puritanismus mit der Restauration der englischen Monarchie 1660 wieder an Bedeutung verlor, hat diese zeitweilige Ächtung des Wechselläutens just an dem Tag, an dem Gottesdienst stattfindet, wohl einen weiteren Beitrag zu seiner Entwicklung hin zum säkularen Sport geleistet.
Für das 18. Jahrhundert ist eine Vielzahl von sportlichen Wettkämpfen belegt. Üblicherweise schrieb ein Gastwirt, der ansässige Landadel oder eine Gemeinde öffentlich einen Wettbewerb aus und stiftete einen eher bescheidenen Sachpreis. Die konkurrierenden Mannschaften hatten eine oder mehrere standardisierte Methoden – drei 120er-Sätze bei einem Fünfergeläut oder zwei 360er-Sätze bei einem Sechsergeläut waren die Regel – möglichst fehlerfrei zu absolvieren, die Leistung bewertete eine Jury. Nicht selten waren Zweikämpfe rivalisierender Vereine, häufig mit beachtlichen Wetteinsätzen. Hier bestand die Herausforderung entweder darin, einen längeren peal als die Konkurrenz zu läuten oder einen vorgegebenen peal in kürzerer Zeit.

#### Entwicklung in neuerer Zeit
Mitte des 19. Jahrhunderts fand in der Anglikanischen Kirche unter dem Einfluss der Oxford-Bewegung eine neue Hinwendung zu liturgischer Tradition statt. Eine Folge war die so genannte Belfry Reform („Glockenstuhlreform“), die dem Wechselläuten wieder Anerkennung verschaffen und es in das kirchliche Leben reintegrieren sollte. Insbesondere gab die Einführung von Verbänden auf Grafschafts- und Diözesanebene feste Strukturen vor. 1891 gründete sich als Dachverband das Central Council of Church Bell Ringers. Ihm sind 67 Zünfte und Vereinigungen hauptsächlich aus Großbritannien und Irland aber auch aus Australien, Neuseeland, Kanada, den USA, Südafrika, Simbabwe und Italien angeschlossen. Nachrichtenorgan ist die seit 1911 herausgegebene und wöchentlich erscheinende Zeitung Ringing World.
Den englischen Glöcknern stehen heutzutage die Geläute von über 5.000 Kirchtürmen zur Verfügung. Kürzere Sätze von wenigen Minuten bis hin zu quarter-peals, also Viertelszyklen, die etwa eine Dreiviertelstunde dauern, sind in England regelmäßig vor oder nach Gottesdiensten oder bei Hochzeiten und ähnlichen Anlässen zu hören. Das Läuten eines vollen Zyklus ist nach wie vor eine Besonderheit; immerhin geht man von etwa 4.000 Zyklen aus, die pro Jahr geläutet werden. Den Rekord für den längsten bekannten Zyklus halten Mitglieder der Ancient Society of College Youths. Vom 5. auf den 6. Mai 2007 läuteten sie mit sechs Handglocken in fast genau 24 Stunden 72.000 Wechsel nach 100 verschiedenen Treble Dodging Minor-Methoden. Auf Kirchenglocken wurde ein vollständiger extent auf acht Glocken, also 40.320 Zyklen, bisher erst ein einziges Mal geläutet, am 27. Juli 1963 in Loughborough.
Verbände oder überregionale Komitees organisieren regionale und nationale Wettbewerbe unterschiedlicher Disziplinen. Prestigeträchtigste Veranstaltung ist der National Twelve Bell Striking Contest, der jährlich an wechselnden Orten stattfindet.

### Wechselläuten in Literatur und Populärkultur
Die früheste literarische Erwähnung findet das Wechselläuten um 1600 in Berichten von Kavalierstouren deutscher Adliger durch Europa, den Vorläufern der heutigen Reiseführer. Neben dem zitierten Paul Hentzner, der als Tutor eines schlesischen Patriziersohnes 1598 England bereiste, ist als Autor noch Friedrich Gerschow zu erwähnen, späterer Professor an der Universität Greifswald und 1602 als Begleiter des Herzogs Philipp Julius von Pommern-Wolgast in London. Gerschow berichtet in seinem Tagebuch von einem großen Läuten an fast allen Kirchen Londons und erwähnt dabei auch den sportlichen Charakter dieser Veranstaltung.
Georg Christoph Lichtenberg referiert 1799 in seiner Erklärung der Hogarthischen Kupferstiche eine Legende, die sich um Richard Whittington rankt.
Whittington war Anfang des 15. Jahrhunderts Oberbürgermeister von London und soll dieser Legende zufolge in seiner Kindheit als armer Küchenjunge im Haushalt eines reichen Kaufmanns gedient haben. Als der Knabe in einer verzweifelten Lage ausgerissen sei, habe ihn das Läuten der Glocken von St. Mary-le-Bow wieder auf den rechten Pfad zurückgebracht, was mit späterem Reichtum, Glück und Ansehen belohnt wurde.
Lichtenberg nimmt diese Geschichte zum Anlass für einen kurzen Exkurs zum Wechselläuten. Bemerkenswert ist seine Beschreibung der Verhältnisse in London am Ende des 18. Jahrhunderts:

„Da man in England die Glocken eines Kirchspiels läuten lassen kann, so oft man will, wenn man dafür bezahlt, so hört man sie, zumal in den östlichen Gegenden der Stadt und in den Provinzial-Städten sehr häufig, bei allerlei Veranlassungen.“

Auch wenn Lichtenberg in seinen weiteren Ausführungen dem Wechselläuten selbst im Vergleich zur deutschen Art des Glockenläutens recht wenig abzugewinnen scheint, schließt er fast versöhnlich:

„Die Leser werden diese kleine Ausschweifung verzeihen, und gütigst als ein bloßes Geläute ebenfalls dulden, das, so viele es auch, wie ich das englische, für Geklimper halten mögen, doch immer hier oder da vielleicht seinen Whittington antrifft, der es gehörig aufnimmt.“

Das wohl populärste literarische Werk, in dem das Wechselläuten zudem noch eine zentrale Rolle spielt, ist Dorothy L. Sayers’ 1934 erschienener Kriminalroman Der Glocken Schlag. Schon die Gliederung des Buches ist eine metaphorische Übertragung des Aufbaus eines peals auf den Fortgang der Handlung. Während Sayers ihren Detektiv Lord Peter Wimsey einen mysteriösen Todesfall in einem englischen Dorf aufklären lässt und dabei die Charaktere in den Vorder- und Hintergrund treten lässt wie die Glocken im Verlauf eines peals, gibt sie dem Leser durch Schilderungen wie die dem in der Neujahrsnacht gegebenen neunstündigen „Kent Treble Bob Major“ auch eine Einführung in die Kunst des Wechselläutens. Ein vom Bayerischen Rundfunk unter der Regie von Otto Kurth produziertes vierteiliges Hörspiel trägt den Titel Glocken in der Neujahrsnacht.
In Connie Willis’ Science-Fiction-Roman Doomsday Book (deutsch: Die Jahre des Schwarzen Todes) bilden die vorweihnachtlichen Übungen und Auftritte einer Gruppe von mit Handglocken arbeitenden „Bell Ringers“ einen ironischen Gegensatz zu der sich parallel dazu abzeichnenden Katastrophe.
In der Episode „Ring Out Your Dead“ der Fernsehreihe Inspector Barnaby steht ein Wechselläuten-Wettbewerb im Zentrum der Handlung, wobei die örtliche Glöcknermannschaft Ziel der Morde ist.
In der Fernsehserie Der Doktor und das liebe Vieh engagiert sich Tristan Farnon in der örtlichen Bell Ringers Association, wenn es ihm dabei auch eher um die Geselligkeit geht als um das Wechselläuten, für das er kein Geschick zeigt. In der letzten gedrehten Spezialfolge Brotherly Love unterläuft ihm ein typischer Anfängerfehler: Er gibt seiner Glocke so viel Schwung, dass die Hemmung bricht, die Glocke mehrmals rotiert und Tristan vom immer weiter aufgewickelten Seil nach oben gezogen wird. Als traditionelle Strafe muss er anschließend im Pub die Getränke für die gesamte Mannschaft zahlen.
In seinem Album January 07003 (2003) befasst sich Brian Eno mit Glockensequenzen für das Uhrenprojekt der Long Now Foundation und bezieht sich dabei ausdrücklich auf das Wechselläuten in englischer Tradition. Da für die mechanische Uhr eine Laufzeit von 10.000 Jahren geplant ist, setzt Eno ein Geläut mit 10 Glocken voraus, mit denen sich 3.628.800 Permutationen erzielen lassen – das Spielen einer Permutation pro Tag würde etwa die projektierten 10.000 Jahre in Anspruch nehmen.

## Wechselläuten in Spanien
In Spanien wurden im 13. Jahrhundert im Laufe der Reconquista Glocken in den zu Kirchen umgewidmeten Moscheen aufgehängt und dienten sowohl liturgischen als profanen Zwecken; zuvorderst signalisierten sie die Zeit und besondere Ereignisse. Die fest und drehbar montierten Glocken wurden nach Vorgaben der Ordinariate in unterschiedlichen Mustern von angestellten Glöcknern, einzeln oder in Gruppen, geläutet. Im 20. Jahrhundert, verstärkt ab 1950, wurde vielerorts mechanisiertes Geläut eingebaut und die Läutetraditionen gerieten in Vergessenheit oder gingen verloren. Das Wechselläuten erhielt erst in den 1980er Jahren neues Interesse. Seitdem haben sich in allen Regionen des Landes private Gruppen organisiert, spielen alte und neue peals und kommunizieren bei regelmäßigen Treffen. Die Campaners der Kathedrale von Valencia nennen 20 Gruppen.
Manuelles Glockenläuten wurde auf Antrag Spaniens 2022 in die UNESCO-Liste des immateriellen Kulturerbes der Menschheit aufgenommen.